# 안가 : Selling Dream
《안가 : Selling Dream》(중국어: 安家, 병음: Ān jiā 안자[*], 영어: I will find you a better home 아이 웰 판드 유 어 베터 홈[*])은 2020년 방송되었던 중국의 드라마이다.

## 소개
- 젊은 나이에 이미 중개회사의 큰지역 매니저가 된 팡쓰진이 실적이 저조한 지점을 살리기 위해 쉬원창이 점장으로 있는 곳에 공동 점장으로 파견되면서 일어나는 이야기

## 등장 인물
- 쑨리 - 팡쓰진 역
- 뤄진 - 쉬원창 역
- 장멍 - 장청청 역
- 왕쯔젠 - 왕쯔젠 역
- 전뢰 (田雷) - 로산관 역
- 쑨자위 - 주산산 역
- 양호우 (杨皓宇) - 셰팅펑 역
- 장샤오첸 - 위화룽 역
- 이종한 (Calvin) - 자이윈샤오 역
- 궈타오 - 칸원타오 역
- 후커 - 펑위화 역
- 왕예철 (王艺哲) - 과가 역
- 정용대 (丁勇岱) - 린마오건 역
- 딩자리 - 판구이위 역
- 한퉁성 - 로엄 역
- 해미연 (奚美娟) - 장메이청 역
- 완메이시 - 취링롱 역
- 주영등 (朱泳騰) - 모선생 역
- 대악악 (代乐乐) - 조소저 역
- 곽가명 (郭家銘) - 유패사 역
- 해령 (Karina) - 에밀리 역
- 시안 (Stephen Shi) - 계명량 역
- 주지 (周知) - 닝신 역
- 장원 (張雯) - 지부 역
- 하이칭 - 궁배배 역

## 참고 사항
- 국내 캐이블채널인 채널차이나가 현지에서 종영한지 한달만에 VOD 저작권을 구입했다. 국내 방송일자는 6월 25일이다.
- 극중 팡쓰진과 취링롱 역을 맡았던 쑨리와 완메이시는 후궁견환전 이후 10년만에 재회하였다.
- 해당 드라마는 종영이후 안후이 위성 텔레비전과 중국중앙텔레비전 통해 다시 방송했다.